# مايك فار
مايك فار (بالإنجليزية: Mike Farr)‏ هو لاعب كرة قدم أمريكية أمريكي، ولد في 8 أغسطس 1967 في سانتا مونيكا في الولايات المتحدة.